# Koniin
A koniin színtelen, olajszerű, erősen mérgező, undorító szagú (egérhúgyszag) és maró csípős ízű folyadék (fp. 166,5 °C). Vízben oldódik; az oldat felmelegítve megzavarosodik; éterrel, borszesszel és olajokkal elegyíthető.
A poszt-szinaptikus nikotinos acetilkolin receptorok gátlásával megakadályozza az ideg–izom ingerületáttevődést. Ennek következtében lebénulnak az izmok, beleértve a légzőizmokat is, ami végül fulladásos halálhoz vezet. A központi idegrendszerre nem hat, így a beteg végig tudatánál van. Mivel ellenszere nem ismert, a beteg egyetlen esélye a túlélésre a mesterséges lélegeztetés, amíg a szer természetes úton kiürül.
Sztrichnin-mérgezés esetén, amennyiben semmilyen más kezelés nem hatásos, koniin alkalmazható a görcsös rángások feloldására.
A természetben is előfordul a foltos bürök (Conium maculatum) minden részében. Innen a koniin név is: koneio (κώνειο) görögül bürköt jelent.
Az ókori görög törvénykönyvekben a bürökpohár a kiszabható halálbüntetés egyik neme volt; Szókratészt is így végezték ki. A tüneteket tanítványa, Platón írta le.

## Fordítás
Ez a szócikk részben vagy egészben  a   Coniine című angol Wikipédia-szócikk fordításán alapul.  Az eredeti cikk szerkesztőit annak laptörténete sorolja fel. Ez a jelzés csupán a megfogalmazás eredetét és a szerzői jogokat jelzi, nem szolgál a cikkben szereplő információk forrásmegjelöléseként.